# 中国地方の道路一覧
中国地方の道路一覧（ちゅうごくちほうのどうろいちらん）は、中国地方の道路を中国地方内の地域別に分けた一覧である。 

## 解説
- 「超広域」とは、その地域を走り、なおかつ他の地域にまたがって走る道路である。
- 「広域」とは、その地域内の複数の部分にまたがった道路である。地域内で完結している。
- 「未区分」は、地域内の区分が編集されていないものである。

## 超広域
- E2A 中国自動車道（吹田JCT - 下関IC）
- E2 山陽自動車道（神戸JCT - 山口JCT、宇部JCT - 下関JCT、倉敷JCT - 早島IC）
- E29 鳥取自動車道（西粟倉IC - 坂根IC、駒帰IC - 智頭南IC）
- E30 瀬戸中央自動車道（早島IC - 坂出IC）
- E76 西瀬戸自動車道（西瀬戸尾道IC - 今治IC）
- E2A 関門橋（下関IC - 門司IC）
- 国道2号（大阪府大阪市 - 福岡県北九州市）
- 国道9号（京都府京都市 - 山口県下関市）
- 国道29号（兵庫県姫路市 - 鳥取県鳥取市）
- 国道30号（岡山県岡山市 - 香川県高松市）
- 国道178号（京都府舞鶴市 - 鳥取県岩美郡岩美町）
- 国道179号（兵庫県姫路市 - 鳥取県東伯郡湯梨浜町）
- 国道250号（兵庫県神戸市 - 岡山県岡山市）
- 国道317号（愛媛県松山市 - 広島県尾道市）
- 国道373号（兵庫県赤穂市 - 鳥取県鳥取市）
- 国道429号（岡山県倉敷市 - 京都府福知山市）
- 国道436号（兵庫県姫路市 - 香川県高松市）
- 国道437号（愛媛県松山市 - 山口県岩国市）
- 国道482号（京都府宮津市 - 鳥取県米子市）

## 広域
- E73 岡山自動車道（岡山JCT - 北房JCT）
- 北条湯原道路（北条IC - 倉吉南IC）
- E73 米子自動車道（落合JCT - 米子JCT）
- 江府三次道路
- E54 松江自動車道（三次東JCT - 宍道JCT）
- E74 広島自動車道（広島JCT - 広島北JCT）
- E74 浜田自動車道（千代田JCT - 浜田IC）
- E9/E74 山陰自動車道（鳥取IC - はわいIC、大栄東伯IC - 石見福光IC、江津IC - 石見三隅IC、遠田IC - 久城IC、高津IC - 須子IC、萩IC - 三隅IC、長門湯本温泉IC - 俵山北IC）
- 中国横断自動車道
- 岩国・大竹道路
- 国道53号（岡山県岡山市 - 鳥取県鳥取市）
- 国道54号（広島県広島市 - 島根県松江市）
- 国道180号（岡山県岡山市 - 島根県松江市）
- 国道181号（岡山県津山市 - 鳥取県米子市）
- 国道182号（岡山県新見市 - 広島県福山市）
- 国道183号（広島県広島市 - 鳥取県米子市）
- 国道184号（島根県出雲市 - 広島県尾道市）
- 国道186号（島根県江津市 - 広島県大竹市）
- 国道187号（山口県岩国市 - 島根県益田市）
- 国道191号（山口県下関市 - 広島県広島市）
- 国道261号（広島県広島市 - 島根県江津市）
- 国道313号（広島県福山市 - 鳥取県東伯郡北栄町）
- 国道314号（広島県福山市 - 島根県雲南市）
- 国道375号（広島県呉市 - 島根県大田市）
- 国道431号（島根県出雲市 - 鳥取県米子市）
- 国道432号（広島県竹原市 - 島根県松江市）
- 国道434号（山口県周南市 - 広島県三次市）
- 国道486号（岡山県総社市 - 広島県東広島市）
- 国道488号（島根県益田市 - 広島県廿日市市）

## 鳥取県
- 鳥取環状道路

### 県道
- 鳥取県の県道一覧

## 島根県
- 国道485号（島根県隠岐郡隠岐の島町 - 島根県松江市）

### 県道
- 島根県の県道一覧

## 岡山県
- E73 岡山自動車道
- 美作岡山道路
- 国道374号（岡山県備前市 - 岡山県津山市）
- 国道430号（岡山県倉敷市 - 岡山県玉野市）
- 国道484号（岡山県備前市 - 岡山県高梁市）
- 岡山ブルーライン

### 県道
- 岡山県の県道一覧

## 広島県

### 広域
- E76 尾道福山自動車道
- E54 尾道自動車道
- E75 東広島呉自動車道
- 東広島高田道路
- 広島南道路
- 東広島廿日市道路
- E31 広島呉道路（クレアライン）
- 岩国大竹道路
- 国道31号（広島県安芸郡海田町 - 広島県呉市）
- 国道185号（広島県呉市 - 広島県三原市）
- 国道433号（広島県大竹市 - 広島県三次市）
- 国道487号（広島県呉市 - 広島県広島市）

### 県道
- 広島県の県道一覧

### 広島市
- 広島高速1号線（安芸府中道路）
- 広島高速2号線（府中仁保道路）
- 広島高速3号線（広島南道路）
- 広島高速4号線（広島西風新都線）
- 広島高速5号線（東部線）

## 山口県

### 広域
- 厚狭・埴生バイパス
- 阿知須バイパス
- 小郡萩道路
- 周南バイパス
- 萩・三隅道路
- 花岡拡幅
- 山口宇部小野田連絡道路
  - E2 山口宇部道路
- 国道188号（山口県岩国市 - 山口県下松市）
- 国道190号（山口県山口市 - 山口県山陽小野田市）
- 国道262号（山口県萩市 - 山口県防府市）
- 国道315号（山口県周南市 - 山口県萩市）
- 国道316号（山口県長門市 - 山口県山陽小野田市）
- 国道376号（山口県山口市 - 山口県岩国市）
- 国道435号（山口県山口市 - 山口県下関市）
- 国道489号（山口県周南市 - 山口県山口市）
- 国道490号（山口県宇部市 - 山口県萩市）
- 国道491号（山口県下関市 - 山口県長門市）
- 宇部伊佐専用道路

### 県道
- 山口県の県道一覧

### 宇部市
- 宇部湾岸道路
- 床波バイパス
- 厚東川バイパス

### 岩国市
- 岩国南バイパス
- 国道189号（山口県岩国市車町三丁目 - 山口県岩国市麻里布町一丁目）

### 下松市
- 下松バイパス

### 山陽小野田市
- 小野田バイパス

### 下関市
- 小月バイパス
- 下関北バイパス
- 彦島道路

### 長門市
- E9 長門・俵山道路

### 防府市
- 防府バイパス

### 柳井市
- 柳井バイパス

### 山口市
- 小郡改良
- E2 小郡道路
- 山口バイパス